# YouBike
YouBike（ユーバイク、繁体字中国語: YouBike微笑單車）は台湾の台北市や桃園市など北中部の都市部を中心に展開されている公共レンタサイクルの事業者およびそのブランド。ロゴ表示は「Ubike」。自転車は全てオレンジ色と黄色の塗装で統一されている。主な鉄道駅や公共施設、大型商業施設周辺に無人端末「キオスク」が設置され、現金不要でレンタルできる。基本的に同一市内であれば借りた場所以外でのキオスクへの乗り捨てが可能。また、市外での乗り捨ても可能だが、別途距離に応じた乗り捨て料金がかかる。台北市を皮切りに中南部の各県市（台中市では『iBike微笑單車』）のほか、中華人民共和国泉州市でも同名で事業を展開している。
開始時は台湾の各県市政府が自転車製造メーカーのジャイアント・マニュファクチャリングに委託運営していたが、現在は委託先が公共自転車部門として独立したジャイアント子会社の微笑單車公司となっている。
台湾南部でも類似のサービスが存在しているが、事業体も系統も異なる。台南市（台南市公共自転車、T-Bike）は「VSprite（水霊科技）」社が運営、屏東市（屏東市公共自転車、P-Bike）はジャイアントではなくメリダ・インダストリーが開始し、現在は高雄捷運公司が運営している。

## 沿革
- 2009年3月11日 - 台北市政府交通局との共同事業で信義区で11か所のキオスクと車両500台で実証実験を開始。
- 2012年
  - 8月30日 - 台北市でプレ開業
  - 11月30日 - 正式サービス開始。
- 2014年
  - 1月1日 - 新北市のNewBikeを統合。
  - 5月22日 - 彰化県でサービス開始[2]。
  - 7月18日 - 台中市でサービス開始。（ブランドは「iBike」、表記は「i UBike」）
- 2015年 - 一卡通に対応（台中市：2月5日、彰化県：4月13日、台北市・新北市：8月28日[3]）。
  - 10月23日 - 台湾での運営会社として「微笑単車公司」を設立、移管[4]。
- 2016年
  - 2月4日 - 桃園市でサービス開始[5]。
  - 3月7日 - 中国の現地法人「泉州微笑自行車有限公司」を設立。
  - 5月26日 - 新竹市でサービス開始[6]。
  - 6月30日 - 中国福建省泉州市でサービス開始[7]。
- 2018年
  - 6月3日 - 中国福建省莆田市でサービス開始[8]。
  - 6月26日 - 苗栗県で苗栗市などの6ヶ所からサービス開始。順次県内9ヶ所に拡大予定。6月中は最初の30分無料[9]。
  - 10月1日 - 台北市、新北市、桃園市のキオスクで最高100万台湾ドルの傷害保険加入手続に対応[10]。
- 2020年
  - 6月16日 - 高雄市で同月末に撤退するCityBikeに代わる形でYouBike2.0（高雄市公共自転車（中国語版））のサービス開始[11]。
  - 12月15日 - 嘉義市でYouBike2.0サービス開始[12][注釈 2]。
- 2021年
  - 7月 - 彰化県でのYouBike1.0サービスを6月末で終了（その後暫定移行期間を経て9月より運點科技公司によるMOOVOに転換）[14]。

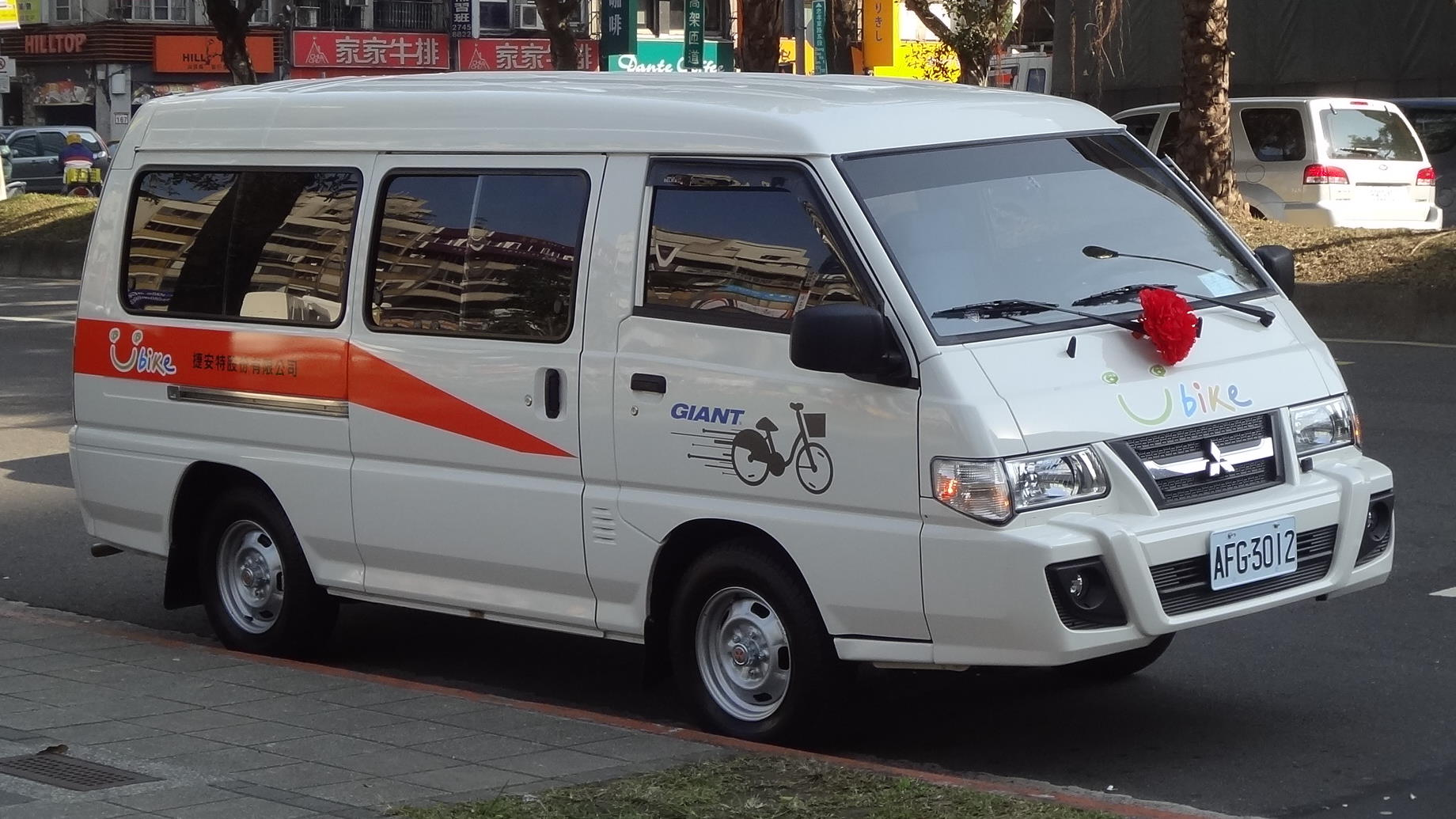
台北市の作業車
汐止地区（新北市）
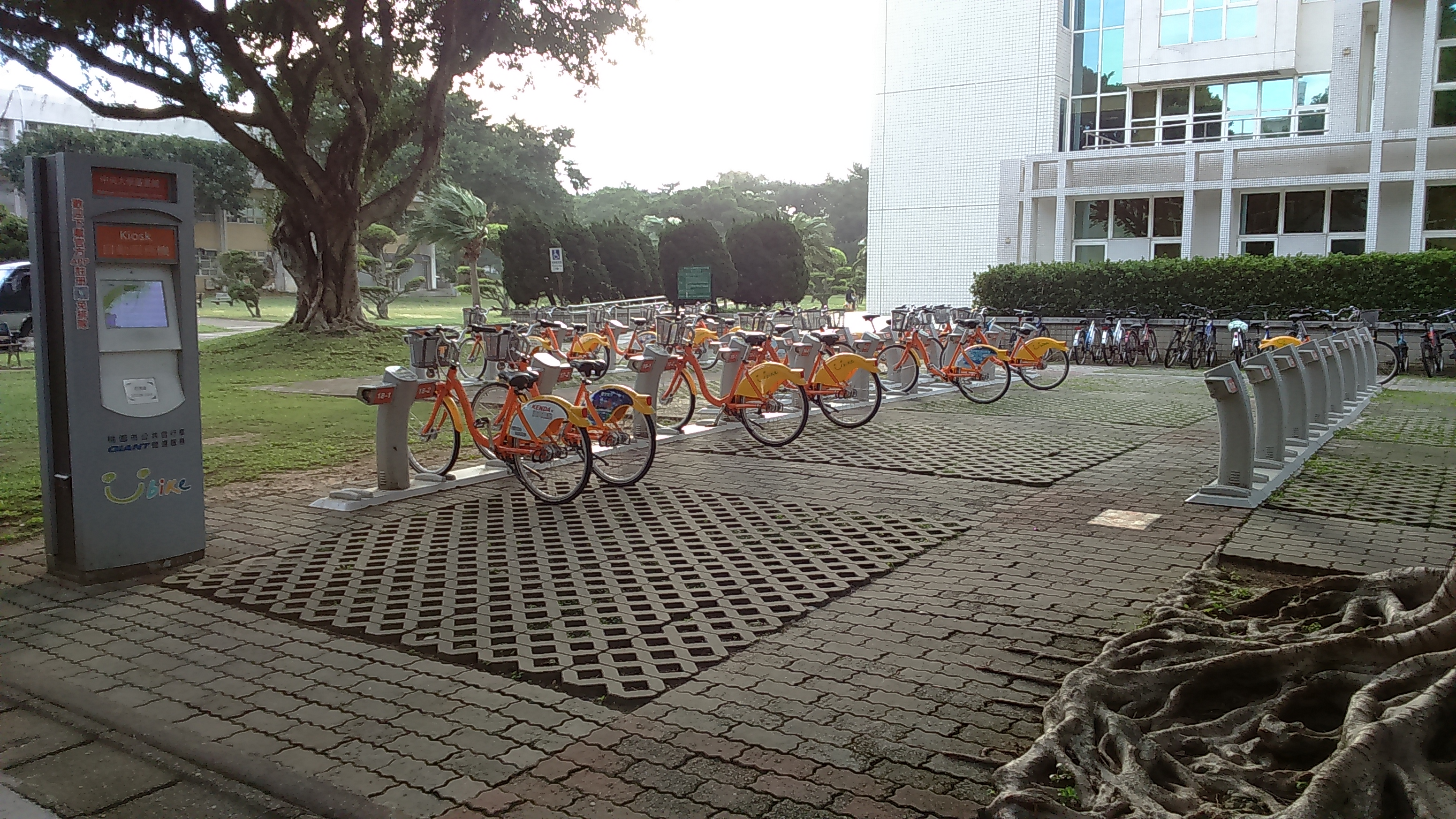
中央大学（桃園市）
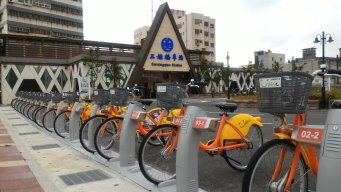
三姓橋駅前（新竹市）
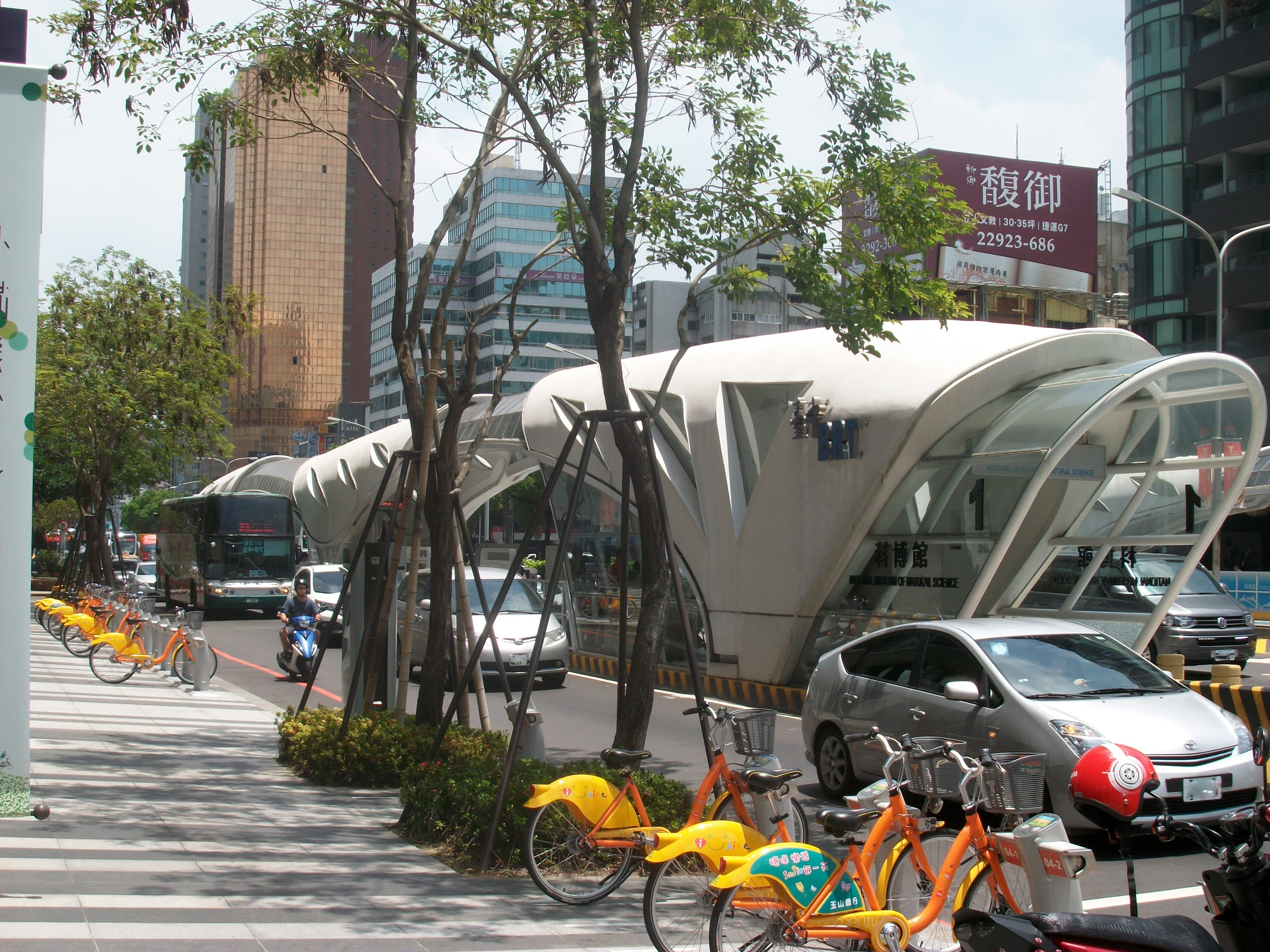
BRT科博館駅前（台中市）
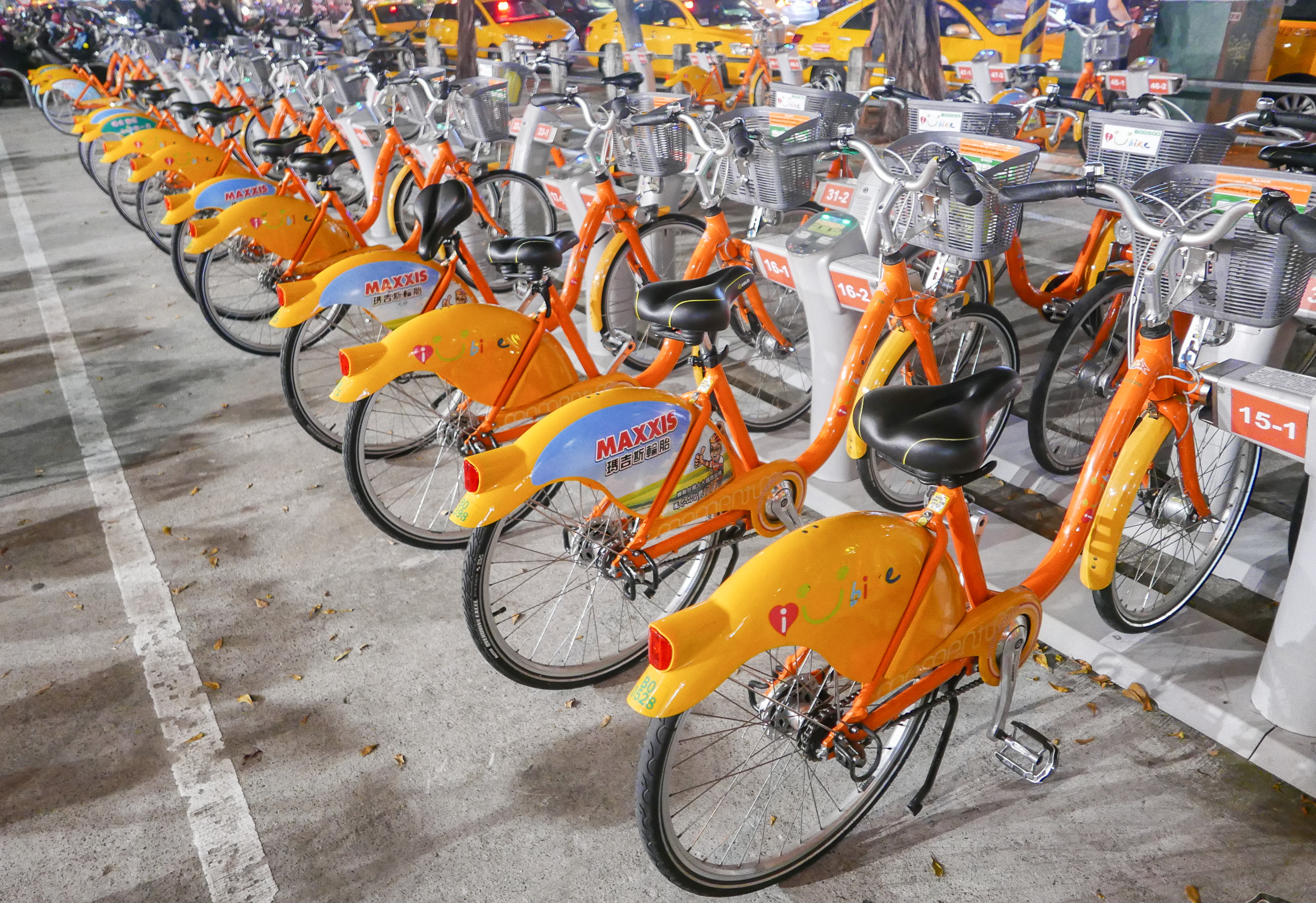
台中市はi Ubike表記
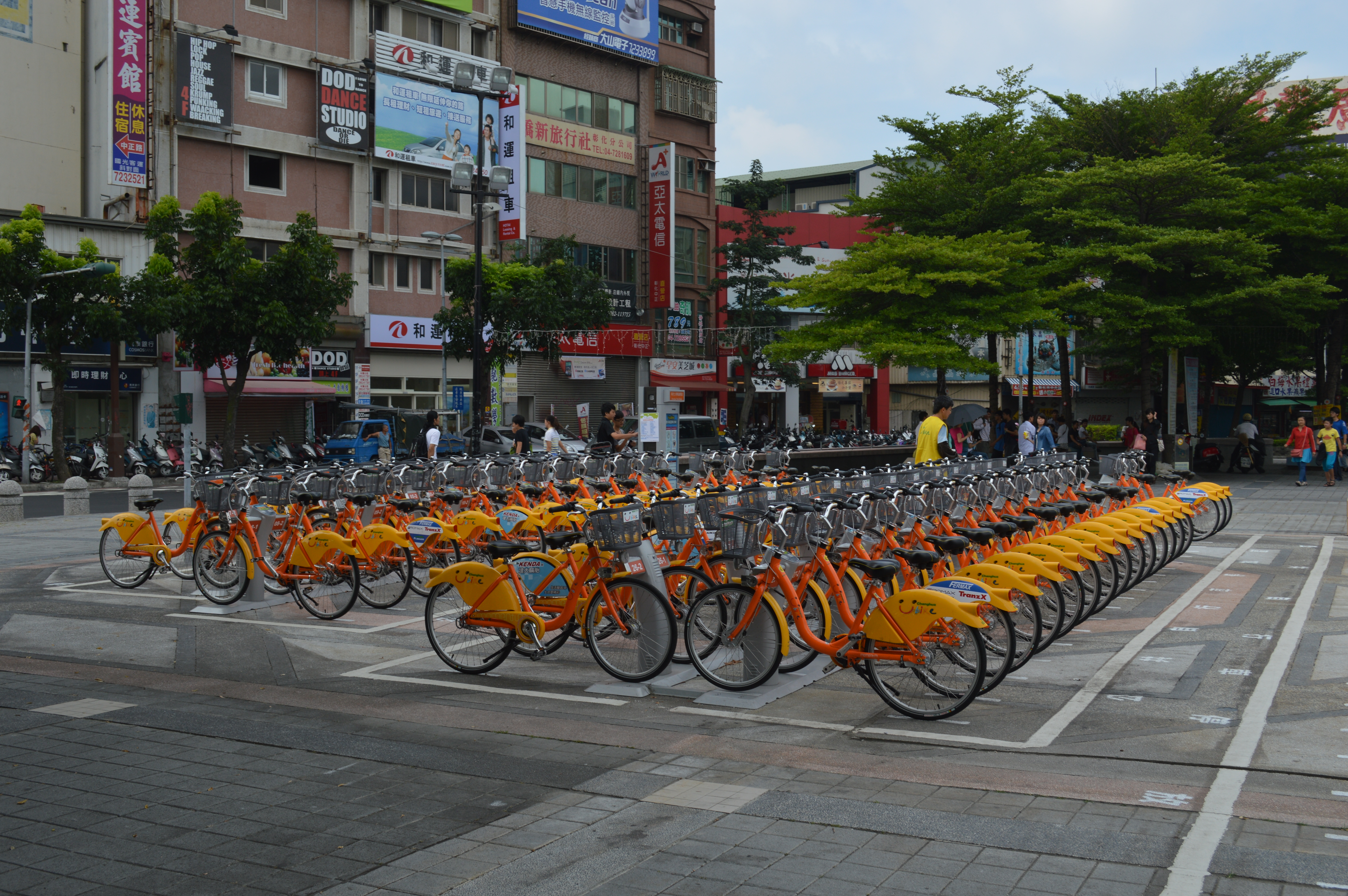
台鉄彰化駅前（彰化県）
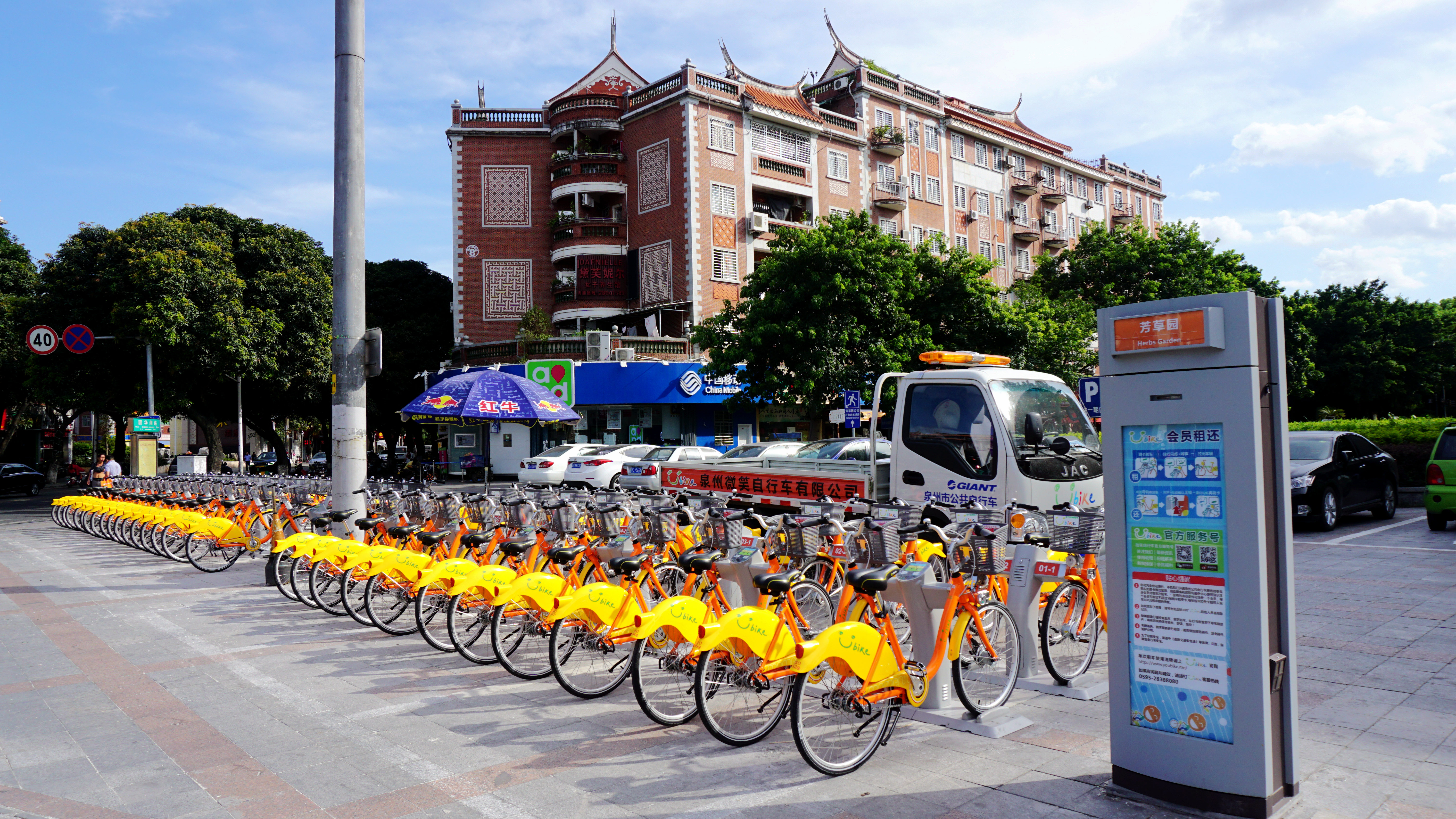
芳草園のキオスク（中国福建省泉州市）

## 利用方式

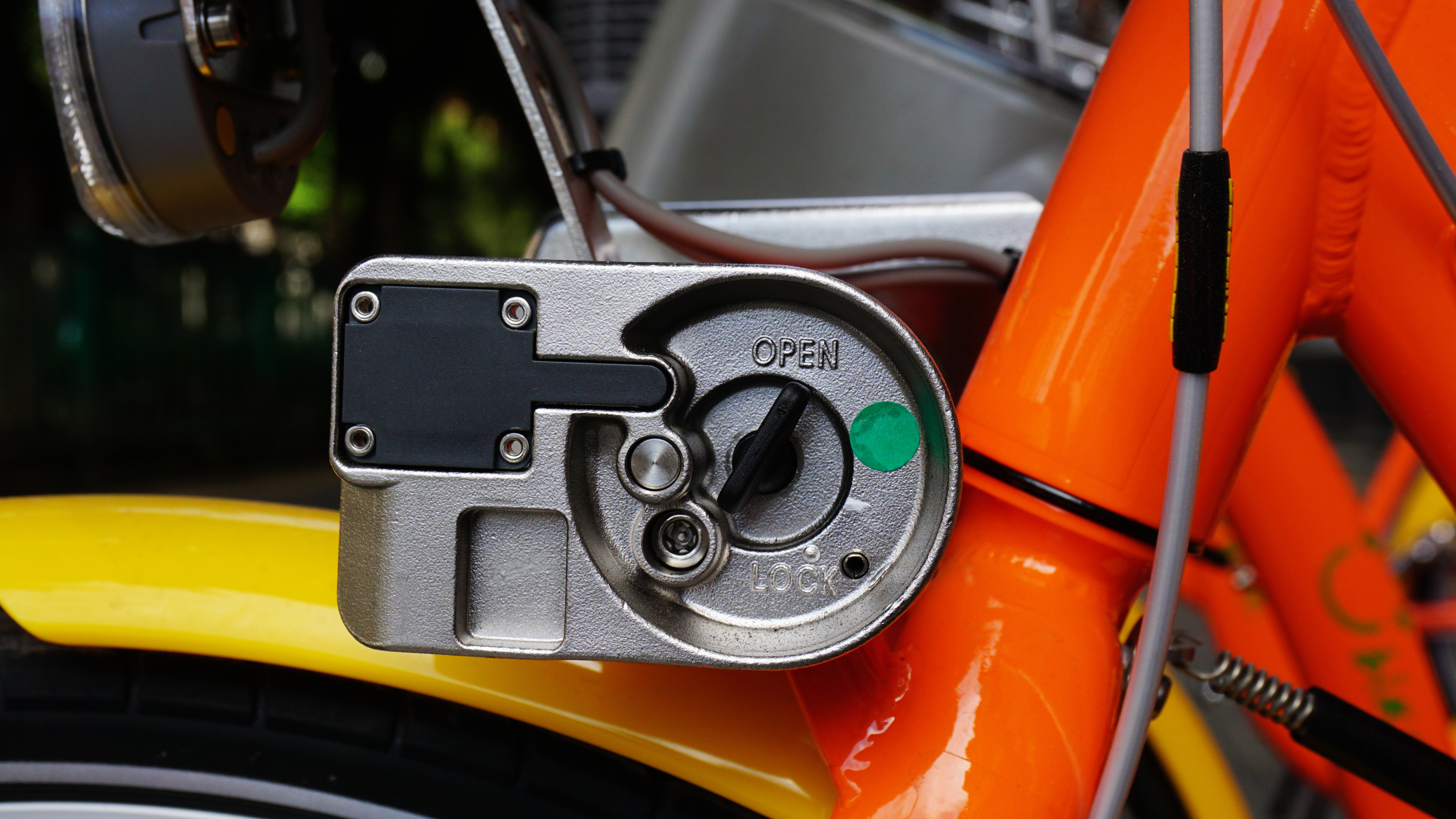
ロック機構（泉州市）

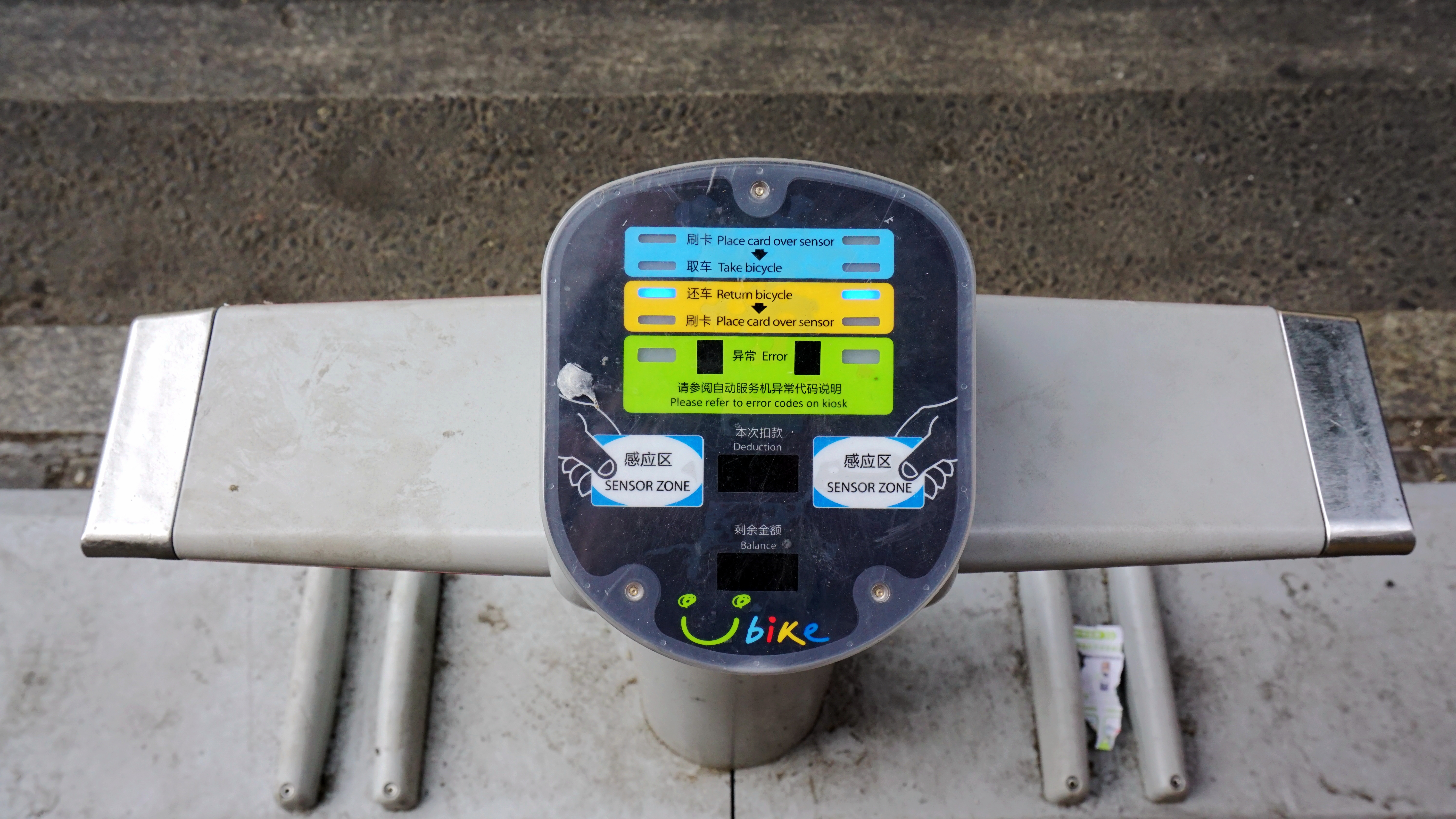
決済端末（泉州市）

台湾国内では国際ブランドを含む主要なクレジットカードおよび台湾のIC乗車カードである悠遊卡と一卡通に対応しているが、IC乗車カードの場合は地域によっては登録時に台湾における携帯電話番号が必要。返却後15分以内に同一キオスクで借りることはできない。

## 利用状況

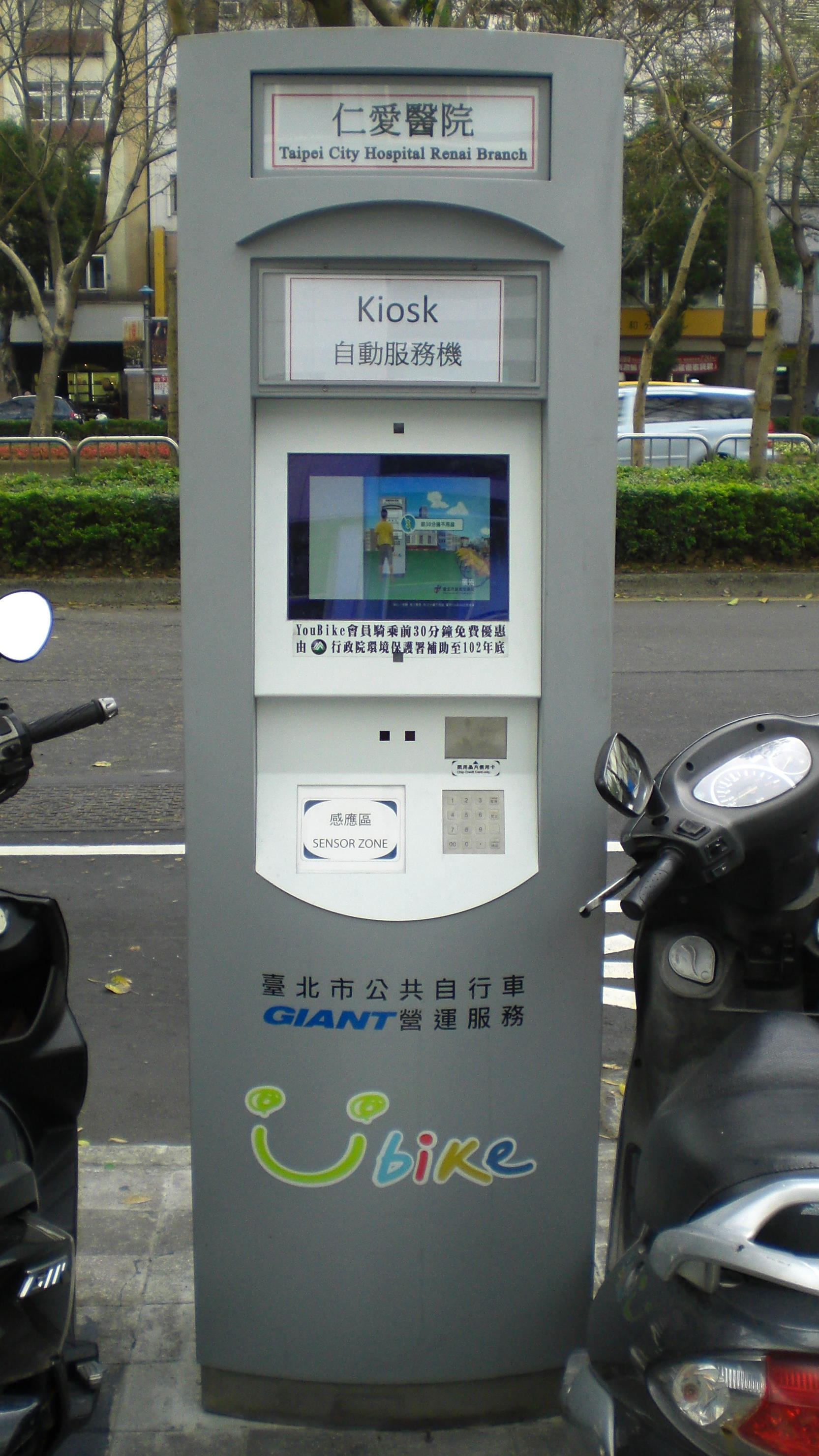
キオスクの端末（台北市）

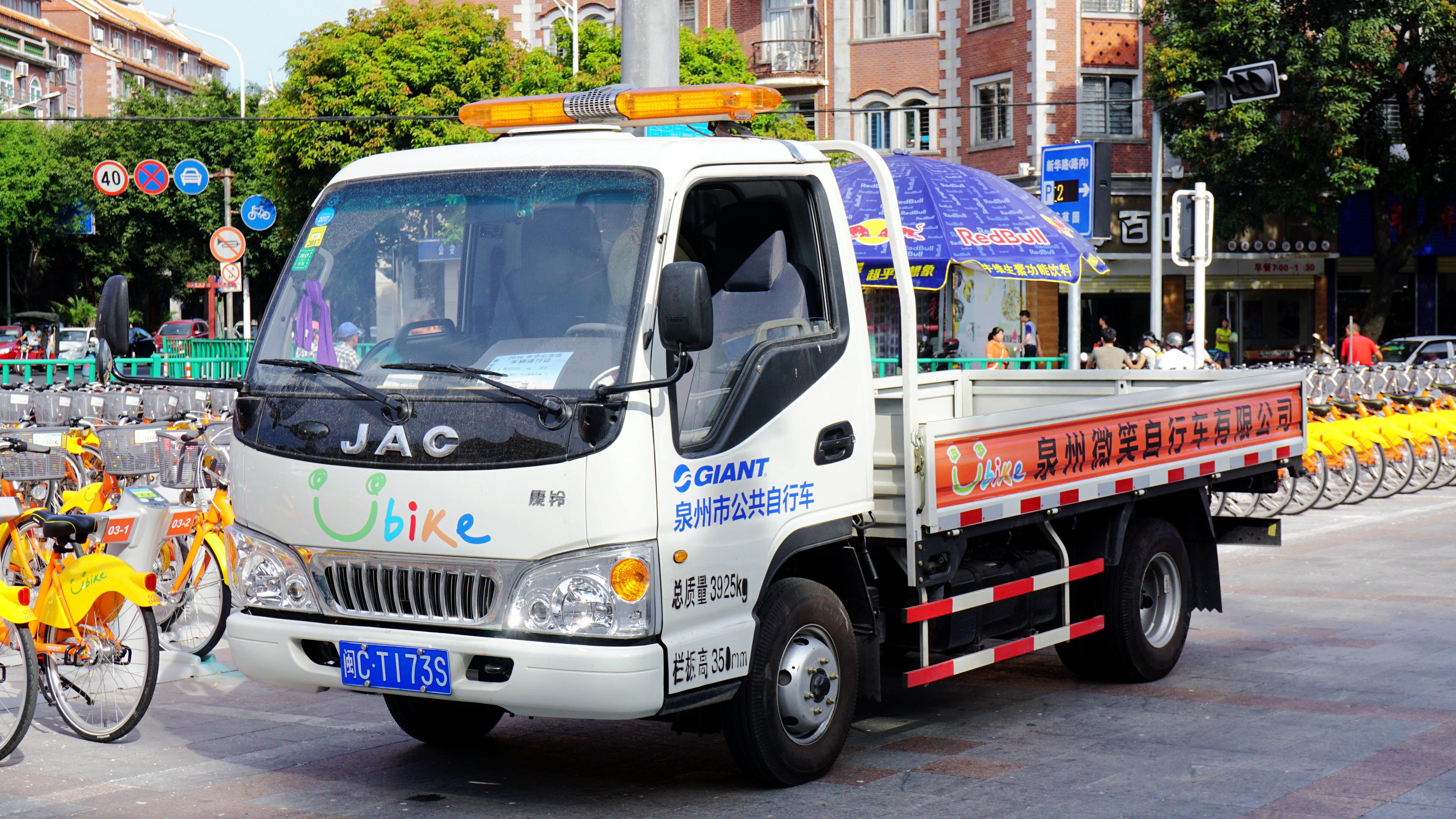
中国泉州市の移送用トラック

料金体制は随時変更されることがある。
| 地域                       | キオスク数   | 設置台数 | 料金                                                                                               | 料金                                                                                               | 料金                                                                                               | 料金                                                                                               | 年間利用者数                     | 備考                                                                 |
| 地域                       | キオスク数   | 設置台数 | 30分以内                                                                                           | 0.5-4時間                                                                                          | 4-8時間                                                                                            | 8時間-                                                                                             | 年間利用者数                     | 備考                                                                 |
| -------------------------- | ------------ | -------- | -------------------------------------------------------------------------------------------------- | -------------------------------------------------------------------------------------------------- | -------------------------------------------------------------------------------------------------- | -------------------------------------------------------------------------------------------------- | -------------------------------- | -------------------------------------------------------------------- |
| 台北市公共自転車           | 400 （一覧） | 13,072台 | 5                                                                                                  | +10元/30分                                                                                         | +20元/30分                                                                                         | +40元/30分                                                                                         | 27,894,219 （2020年）            |                                                                      |
| 新北市公共自転車           | 355 （一覧） | 10,350台 | 0                                                                                                  | +10元/30分                                                                                         | +20元/30分                                                                                         | +40元/30分                                                                                         |                                  |                                                                      |
| 桃園市公共自転車           | 130 （一覧） | 2,800台  | 0                                                                                                  | +10元/30分                                                                                         | +20元/30分                                                                                         | +40元/30分                                                                                         |                                  |                                                                      |
| 新竹市公共自転車           | 37 （一覧）  | 約750台  | 10                                                                                                 | +10元/30分                                                                                         | +20元/30分                                                                                         | +40元/30分                                                                                         |                                  |                                                                      |
| 新竹科学工業園区公共自転車 | 37 （一覧）  | 約750台  | 10                                                                                                 | +10元/30分                                                                                         | +20元/30分                                                                                         | +40元/30分                                                                                         |                                  |                                                                      |
| 苗栗県公共自転車           | 9 （一覧）   |          | 0                                                                                                  | +10元/30分                                                                                         | +20元/30分                                                                                         | +40元/30分                                                                                         |                                  |                                                                      |
| 台中市公共自転車           | 213 （一覧） | 6,500台  | 0                                                                                                  | +10元/30分                                                                                         | +20元/30分                                                                                         | +40元/30分                                                                                         | 2,802,835 （2015年）             |                                                                      |
| 彰化県公共自転車           | 68 （一覧）  | 1,865台  | 5                                                                                                  | +10元/30分                                                                                         | +20元/30分                                                                                         | +40元/30分                                                                                         | 3,544,856 （2015年）             | 2021年撤退                                                           |
| 嘉義市公共自転車           | 96 （一覧）  | 750台    | 0                                                                                                  | +10元/30分                                                                                         | +20元/30分                                                                                         | +40元/30分                                                                                         |                                  | 30分以内に返却し再度レンタルする場合は次の30分も無料                 |
| 高雄市公共自転車           | 849 （一覧） | 8,300台  | (10)                                                                                               | +10元/30分                                                                                         | +20元/30分                                                                                         | +40元/30分                                                                                         |                                  | 高雄市民は開始時は30分無料、2021年4月から半額を市政府が補助し30分5元 |
| 泉州市公共自転車           | 410          | 13,120台 | 最初の60分は無料、 1-2時間まで1人民元、 2-3時間までは2人民元、 3時間超は3人民元（1日上限60人民元） | 最初の60分は無料、 1-2時間まで1人民元、 2-3時間までは2人民元、 3時間超は3人民元（1日上限60人民元） | 最初の60分は無料、 1-2時間まで1人民元、 2-3時間までは2人民元、 3時間超は3人民元（1日上限60人民元） | 最初の60分は無料、 1-2時間まで1人民元、 2-3時間までは2人民元、 3時間超は3人民元（1日上限60人民元） | 累計600万人到達 （2017年1月3日） |                                                                      |